# Zdolbuniv
Zdolbúniv (in ucraino Здолбýнів?) è una città dell'Ucraina (24 501 abitanti) situata nel distretto di Rivne, nell'oblast' di Rivne. Ospita l'amministrazione della comunità territoriale di Zdolbuniv, una delle comunità territoriali dell'Ucraina.
Fino al 18 luglio 2020 Zdolbuniv era il centro amministrativo del distretto di Zdolbuniv, abolito come parte della riforma amministrativa dell'Ucraina, che ha ridotto a quattro il numero dei distretti dell'oblast' di Rivne. L'area del distretto di Zdolbuniv è stata trasferita al distretto di Rivne.
La città è situata a 12 km a sud di Rivne. È un nodo ferroviario. Impianti: prodotti in cemento armato, riparazione auto, cemento, asfalto, prodotti alimentari e altri, imprese di trasporto ferroviario.

## Un simbolo della città
In occasione del 500º anniversario di Zdolbuniv, nel 1997, il consiglio comunale ha approvato i simboli di Zdolbuniv (disegnati da Jurij Terlec'kyj).
Stemma: plettro d'argento, martello e chiave ferroviaria incrociati in campo rosso; lo scudo è sormontato da una corona cittadina d'argento.
Bandiera: panno rosso quadrato, con un piccone bianco, un martello e una chiave incrociati al centro.
Gli elementi dello stemma simboleggiano: il piccone - il nome della città, il martello e la chiave della ferrovia - la costruzione e l'industria ferroviaria. I colori rosso e argento indicano che Zdolbuniv si trova in Volinia.

## La storia
Sul territorio di Zdolbuniv fu scoperto un insediamento della prima età del bronzo, e alla periferia di esso fu trovato un cimitero paleoslavo della cultura Zarubinets.

### La prima menzione della città, i tempi della Rus' di Kiev, il Granducato di Lituania
Il nome dell'insediamento Zdolbuniv (Dolbuniv) fu menzionato per la prima volta nel 1497 in un atto con cui il granduca Alessandro di Lituania concesse al duca Konstantin di Ostrog insieme ad altri insediamenti anche il villaggio di Dolbuniv. Il nome "Zdolbuniv" è noto dal 1629.
Con la formazione dello Rus' di Kiev, le terre di Dulib entrarono a farne parte nel decimo secolo. Più tardi, durante il declino dello stato, le terre di Volinia (dal 1199) divennero parte del principato di Galizia-Volinia, che gradualmente perse il suo potere e passò sotto il dominio lituano, a causa degli attacchi delle orde tataro-mongole.

### Come parte del Confederazione polacco-lituana, i tempi dei cosacchi
Dopo l'Unione di Lublino nel 1569, Zdolbuniv cadde sotto il dominio del Confederazione polacco-lituana. Il villaggio faceva parte del distretto di Luc'k. Nel 1570 aveva 9 camini. La popolazione era coinvolta nell'agricoltura. Fu in questo periodo che la comunità ebraica cominciò a formarsi a Zdolbuniv. Nel 1618 e 1619 soffrì molto per gli attacchi delle orde tartare. Durante la guerra d'indipendenza del popolo ucraino nel 1648-1654 le rivolte dei contadini contro i signori feudali locali si erano verificate vicino a Zdolbuniv. Nel 1651 l'esercito di Bohdan Chmel'nyc'kyj, i cui cosacchi combattevano i polacchi, era acquartierato nella periferia di Zdolbuniv vicino al villaggio di Taikury. Fu anche il momento in cui ebbero luogo i primi pogrom ebrei commessi dai cosacchi.

### Parte dell'Impero russo
Nel 1793 - 1795 l'Ucraina della riva destra divenne parte dell'Impero russo a causa della seconda spartizione e dell'annessione. In questo periodo Zdolbuniv apparteneva al vicereame di Volinia, e più tardi alla provincia di Volinia. Nel 1798 c'erano 51 famiglie nel villaggio, 276 persone vivevano lì, tra cui 167 servi della gleba. Secondo la riforma del 1861 i contadini di Zdolbuniv ricevettero 489 desjatina di terra, in media 11 desjatina di terra arabile per famiglia. Il terreno è costato loro il doppio del suo valore.
L'abolizione della servitù della gleba accelerò lo sviluppo delle relazioni capitalistiche a Zdolbuniv. Nel giugno 1873 la costruzione della ferrovia Kovel, passando per Zdolbuniv. Successivamente, la città fu collegata a Radyvyliv e Sarny, furono costruiti una stazione e un deposito di locomotive.
Durante questi anni, l'alta qualità del gesso di Zdolbuniv è stata identificata e potrebbe essere utilizzata come principale materia prima per la produzione di cemento. I fratelli Jelinek, di nazionalità ceca, che fondarono l'industria del cemento nel 1877, presero nota di questo fatto. Nel 1884 Edmond Franzevič Jelinek costruì una piccola fabbrica di cemento, impiegando 19 lavoratori nel 1886. L'attrezzatura di questa fabbrica consisteva in cinque macine trainate da cavalli, altrettanti forni di riscaldamento (cappe) e una composizione per asciugare le tortillas fatta di argilla e gesso. Tutti i processi sono stati eseguiti manualmente. Qui si producevano da venti a venticinque barili di cemento al giorno. Per raccogliere ulteriori fondi, i proprietari fondarono la Jelinek & Co. nel 1889, che ampliò lo stabilimento e lo dotò di macchinari più avanzati. La produzione di cemento ha raggiunto le 90 tonnellate al giorno. Nel 1898 fu fondata una società per azioni di Cemento Portland di Volinia, dopo di che il numero di dipendenti aumentò significativamente. Alla fine degli anni 1890, il cementificio di Zdolbuniv impiegava 200 lavoratori. Nel 1889 fu fondata una fonderia meccanica.
Il commercio cominciò a svilupparsi. Nel villaggio c'erano negozi, locande, piccole officine e fiere. Secondo il censimento del 1897 4692 persone vivevano a Zdolbuniv. Il cementificio Zdolbuniv nel 1910 fu acquistato dalla società per azioni "Volyn", che fu presto ricostruito. Il numero di lavoratori dello stabilimento è salito a 300. In quegli anni Zdolbuniv, oltre al cementificio e alla stazione ferroviaria, aveva una fabbrica privata di parquet, un impianto di fusione-meccanica e 2 mulini. Ma si trattava d'imprese semilavorate con pochi lavoratori.
Nel 1877 una scuola ferroviaria di una classe fu aperta a Zdolbuniv. L'istruzione in esso era finanziata dall'amministrazione delle ferrovie sudoccidentali. Nel 1886 la scuola fu riorganizzata in una di due classi. Nel 1884 nella casa pubblica fu aperta la scuola di due classi. La scuola, frequentata da 25 ragazzi e 2 ragazze, era sostenuta dalla comunità per 137 rubli all'anno. Nel 1905 fu aperta una scuola parrocchiale e nel 1907 un club comunitario.
Nel 1903, Zdolbuniv fu classificato come città fuori città. Fu posato un marciapiede sulla strada principale che va dalla stazione ferroviaria e fu installata l'illuminazione a gas. A partire dal 1912, c'era un ospedale nel cementificio. Nel 1910 iniziò la costruzione della chiesa di Santa Caterina e della scuola ferroviaria superiore. Nel 1908 - 1911, la città aveva circa 10.000 abitanti.

### Prima Guerra Mondiale, Repubblica Popolare Ucraina
Durante la prima guerra mondiale, la provincia di Volinia fu sede del fronte sudoccidentale.
Durante la Rivoluzione ucraina (1917-1921), la città fu un'arena di lotta di diverse forze politiche: l'amministrazione militare austro-tedesca, il Consiglio centrale dell'Ucraina, Hetmanščyna, il Direttorio dell'Ucraina e il Soviet dei deputati operai e soldati. Era il quartier generale dell'esercito attivo dell'Ucraina, guidato da Symon Petljura.
Il 12 novembre 1917 fu aperta la Scuola Ceca (il ginnasio Zdolbuniv).
Nel 1919, la città divenne il centro di un tentativo di colpo di stato contro Petljura del generale Volodymyr Oskilko.

### Seconda Repubblica di Polonia
Dopo la firma del Patto di Varsavia del 1920 da parte dei rappresentanti della Polonia e della Repubblica Popolare Ucraina, redatto segretamente dal governo dell'Ucraina e dal Sejm polacco, e la Pace di Riga del 1921 dai governi della Russia bolscevica e del suo satellite URSS e della Polonia, le terre dell'Ucraina occidentale passarono alla Polonia. Durante il dominio polacco (1920 - 1939) Zdolbuniv rimase una tipica città di provincia. All'inizio era una parte della contea di Ostrog, nel 1924 divenne un centro della provincia di Volinia.
Nelle terre dell'Ucraina occidentale, il governo polacco ha perseguito una politica di comunicazione con gli ucraini. Nelle scuole di Zdolbuniv l'insegnamento era prevalentemente in polacco. Nel 1928-1929 c'erano una palestra, due scuole di sette classi, tre scuole di quattro classi, due scuole elementari e una scuola artigianale. Le tasse scolastiche erano alte, compresi 30 zloti al mese per la palestra.

### Seconda guerra mondiale
Nel settembre 1939 le terre dell'Ucraina occidentale divennero parte dell'URSS. Zdolbuniv diventa il centro distrettuale della regione di Rivne all'interno della divisione amministrativa e territoriale sovietica. In città iniziano le trasformazioni socialiste e gli arresti di massa degli intellettuali ucraini.
Nel 1941 la città è occupata dal Terzo Reich.
Durante l'occupazione, la clandestinità nazionalista ucraina continua a operare nella città.
Il 2 febbraio 1944, l'esercito sovietico torna in città. Durante la guerra, i nazisti distrussero una fabbrica di cemento e la centrale elettrica della città, e bruciarono la stazione ferroviaria così come un certo numero di case e altri edifici. Durante l'occupazione tedesca i nazisti avevano fucilato 6000 cittadini e abitanti della città. Come luogo di esecuzione furono scelte le cave del cementificio. I nazisti giustiziarono qui 4300 persone, compresa tutta la popolazione ebraica della città (circa 25 persone sopravvissero) e nel villaggio di Staromils'k vicino al cimitero 1700 persone.

### Periodo sovietico
Nel dopoguerra, Zdolbuniv è stato ricostruita e sviluppata sulla base dell'economia socialista, in modo completo, in conformità con il suo status di centro distrettuale dell'oblast' di Rivne. Furono costruiti una fabbrica di cemento-argilla, un quartiere di cementisti Nuovo Zdolbuniv, fabbriche di costruzione, plastica e riparazione auto, "Ukrtsemremont", imprese domestiche; furono aperte nuove scuole, ospedali, istituzioni culturali ed educative.

### Ripristino dell'indipendenza dell'Ucraina
Il 21 ottobre 2012, il primo busto di Stepan Bandera nella regione di Rivne è stato inaugurato a Zdolbuniv.
La città ha principalmente industrie di costruzione, metallurgiche e alimentari.

## La città dei ferrovieri
La stazione di Zdolbuniv è un importante nodo ferroviario nell'Ucraina occidentale.
Zdolbuniv è il luogo del deposito delle locomotive, dove tutti i treni elettrici a turni della ferrovia di Leopoli e parte dei treni diesel sono riparati. Il treno Zdolbuniv - Kovel' - Chełm, che è stato lanciato nel luglio 2017, vi fa sosta.
Nel 2007, la stazione ferroviaria della città è stata rinnovata secondo gli ultimi standard.